# Andrea Ka
Andrea Ka (ur. 26 kwietnia 1992 w Nogent-sur-Marne) – kambodżańsko-francuska tenisistka.
Pierwsza zawodniczka z Kambodży notowana w rankingu WTA i pierwsza, która triumfowała w zawodach rangi ITF.
Najwyżej sklasyfikowana w juniorskim rankingu ITF był na 512. pozycji (2009).
Ukończyła University of San Francisco, który reprezentowała z sukcesami w międzyuczelnianych rozgrywkach.
Zwyciężyła w dwóch turniejach singlowych i sześciu deblowych rangi ITF.

## Wygrane turnieje rangi ITF
| turnieje z pulą nagród 100 000 $ |
| turnieje z pulą nagród 75 000 $  |
| turnieje z pulą nagród 50 000 $  |
| turnieje z pulą nagród 25 000 $  |
| turnieje z pulą nagród 15 000 $  |
| turnieje z pulą nagród 10 000 $  |

### Gra pojedyncza
|    | Data       | Turniej  | ($)    | Naw.   | Finalistka          | Wynik            |
| 1. | 03/07/2016 | Amarante | 10 000 | twarda | Alba Carrillo Malin | 3:6, 7:6(6), 7:5 |
| 2. | 04/12/2016 | Hua Hin  | 10 000 | twarda | Chieh-yu Hsu        | 4:6, 6:0, 7:6(0) |